# Разногласие
„Разногласие“ (на испански: Desencuentro) е мексиканска теленовела, режисирана от Клаудио Рейес Рубио и Карлос Гера Виляреал, и продуцирана от Ернесто Алонсо за Телевиса през 1997-1998 г. Адаптация е на радионовелата El enemigo, създадена от Каридад Браво Адамс.
В главните роли са Даниела Кастро, Хуан Ферара и Ернесто Лагуардия, а в отрицателните – Хуан Пелаес и Лус Мария Херес.

## Сюжет
„Андрес Ривера“ са последните думи, които Виктория Сан Роман чува от баща си, няколко часа преди да умре при мистериозно автомобилно произшествие. Смъртта на Алфредо Сан Роман е първата от поредица от трагедии, които ще променят живота на младата Виктория.
Няколко дни след погребението Виктория разбира от кръстника си, Естебан Агире, че баща ѝ е поискал пари от лихвар. Тя подозира, че човекът, който е съсипал баща ѝ, е Андрес Ривера, но Виктория нищо не може да направи.
Съсипана от загубата на своя баща и затънала в дългове, Виктория е изоставена от годеника си Серхио, подбуден от амбициозния си чичо, Фернандо, след като разбира, че Виктория не е богата наследница. Единствените, които ѝ оказват подкрепа, са Хулия, дойката ѝ, и нейната дъщеря, Лолита, с която са приятелки още от детството си. Отхвърляйки гостоприемството на своя кръстник Естебан, младата жена решава да напусне градчето и заедно с Хулия да заминат за град Мексико, където да започне нов живот в скромен квартал.
Там, в красивата околност на квартала, Виктория се запознава с Луис Торес, млад овдовял пожарникар, който живее с малката си дъщеря Мару. Луис е добър, нежен и щедър. Въпреки че е наранена от Серхио, младата жена се влюбва в красивия пожарникар и той в нея. Но малката Мару не желае да споделя любовта на баща си с никого.
По препоръка на Естебан, Виктория започва работа в магазините на Ривера, където се среща лице в лице с човека, когото обвинява за смъртта на баща си, и в сърцето ѝ започва да расте желанието за отмъщение. Андрес Ривера е 50-годишен мъж, властен и деспотичен. Той и съпругата му Валентина таят огромна болка в сърцата си – преди известно време, синът им Давид, загива в катастрофа с мотоциклет. Ужасът от загубата кара Валентина да потъва в своя вътрешен свят, в който се вижда и разговаря с мъртвия си син. Валентина се отчуждава от съпруга си, обвинявайки го за смъртта на Давид, тъй като той му е подарил мотоциклета. Отхвърлен от съпругата си, Андрес започва да се увлича по Виктория.
Разногласие е история за любовта, любовта, която изпитват двама мъже към една и съща жена. Това е драмата на тази жена, заклещена между любовта и омразата, в град, който я плаши, но същият този град я пленява с пейзажите си, музиката и колоритните граждани. Също така е и зловеща мистерия, която Виктория ще трябва да разкрие, за да стигне най-накрая до себе си, с реалността и истинската любов.

## Актьори
Част от актьорския състав:
- Даниела Кастро – Виктория Сан Роман Хименес
- Хуан Ферара – Андрес Ривера
- Ернесто Лагуардия – Луис Торес
- Хуан Пелаес – Естебан Агире
- Алма Муриел – Валентина Кинтана де Ривера
- Мария Виктория – Хулия
- Летисия Пердигон – Чакира
- Лус Мария Херес – Сандра Ломбардо
- Мигел Писаро – Тони
- Хуан Мануел Бернал – Серхио Естевес
- Емилия Каранса – Инес Алтамирано
- Еухенио Кобо – Фернандо Естевес
- Мануел Охеда – Алфредо Сан Роман Исунса
- Дасия Аркарас – Лолита
- Мати Уитрон – Лидия
- Силвия Манрикес – Алма
- Паулина Мартел – Мару Торес
- Марикрус Нахера – Росарио
- Силвия Суарес – Илда
- Карлос Агила
- Гилермо Ерера
- Жаклин Андере – Себе си
- Пилар Пелисер – Себе си
- Мария Рубио – Себе си
- Алисия дел Лаго
- Мигел Серос

## Премиера
Премиерата на Разногласие е на 17 ноември 1997 г. по Canal de las Estrellas. Последният 100. епизод е излъчен на 3 април 1998 г.

## Награди и номинации
Награди ACE (Ню Йорк) 1999
| Категория                | Номинация         | Резултат |
| ------------------------ | ----------------- | -------- |
| Мъжка фигура на годината | Ернесто Лагуардия | Печели   |

Награди Bravo
| Година | Категория                           | Номинация   | Резултат |
| ------ | ----------------------------------- | ----------- | -------- |
| 1999   | Най-добър актьор в отрицателна роля | Хуан Пелаес | Печели   |

## Версии
Разногласие е базирана на радионовелата El enemigo, върху същата са базирани и следните теленовели:
- El enemigo, мексиканска теленовела, продуцирана през 1961 г., с участието на Лус Мария Агилар и Аугусто Бенедико.
- El enemigo, мексиканска теленовела, продуцирана през 1979 г., с участието на Даниела Ромо и Хорхе Варгас.